# قتل الجنين
قتل الجنين هو فعل يسبب وفاة الجنين.

## أصل المصطلح
وأضاف -(icide) احقة في مكان المقطع الأخير الجنين. انها تستمد إلى (occido)، معنى اللاتينية مصطلح «لسقطت أو للقتل.» ومن الأمثلة الأخرى القتل، والإبادة الجماعية، ووأد، قاتل أمه، وقتل الملك.

## قتل الجنين

### القوانين في الولايات المتحدة

قوانين قتل الجنين في الولايات المتحدة
القتل.
جريمة أخرى ضد الجنين.
يعتمد على عمر الجنين.
الإعتداء على المرأه.

في الولايات المتحدة، وتغطي معظم جرائم العنف من قبل دولة القانون وليس القانون الاتحادي. (35) خمس وثلاثون دولة تعترف حاليا «الطفل الذي لم يولد بعد» (مصطلح يستخدم عادة) أو الجنين جريمة قتل الضحية، و25 من تلك الدول تطبيق هذا المبدأ طوال فترة تطوير ما قبل الولادة. لا تنطبق هذه القوانين لحالات الإجهاض قانونيا. وقد عقدت المحاكم الاتحادية والدولة باستمرار أن هذه القوانين لا تتعارض مع أحكام المحكمة العليا في الولايات المتحدة على الإجهاض.
في عام 2004، أصدر الكونغرس، ووقع الرئيس بوش، وضحايا الذين لم يولدوا بعد من قانون الحماية من العنف، الذي يعترف «الطفل في الرحم» كضحية القانونية إذا كان هو أو هي أصيبوا أو قتلوا خلال ارتكاب أي من 68 جريمة الاتحادية الحالية من العنف. وتشمل هذه الجرائم بعض الأفعال التي تشكل جرائم الاتحادية بغض النظر عن مكان وقوعها (على سبيل المثال، بعض أعمال الإرهاب)، والجرائم في الولايات القضائية الاتحادية، الجرائم التي تدخل في النظام العسكري، الجرائم التي تنطوي على بعض المسؤولين الفيدراليين، وحالات خاصة أخرى. ويعرف القانون «الطفل في الرحم» ك «عضو في الإنسان العاقل الأنواع، في أي مرحلة من مراحل التنمية، الذي يتم في الرحم.»
في عام 2004، أصدر الكونغرس، ووقع الرئيس بوش، وضحايا الذين لم يولدوا بعد من قانون الحماية من العنف، الذي يعترف «الطفل في الرحم» كضحية القانونية إذا كان هو أو هي أصيبوا أو قتلوا خلال ارتكاب أي من 68 جريمة الاتحادية الحالية من العنف. وتشمل هذه الجرائم بعض الأفعال التي تشكل جرائم الاتحادية بغض النظر عن مكان وقوعها (على سبيل المثال، بعض أعمال الإرهاب)، والجرائم في الولايات القضائية الاتحادية، الجرائم التي تدخل في النظام العسكري، الجرائم التي تنطوي على بعض المسؤولين الفيدراليين، وحالات خاصة أخرى. ويعرف القانون «الطفل في الرحم» ك «عضو في الإنسان العاقل الأنواع، في أي مرحلة من مراحل التنمية، الذي يتم في الرحم.»

## تدمير الطفل
في القانون الإنجليزي، «تدمير الطفل» هو جريمة قتل طفل «قادر على أنهم ولدوا على قيد الحياة»، قبل أن يحصل على «وجود مستقل». قانون الجرائم 1958 معرف «قابلا للولد حيا» كما الحمل 28 أسبوعا، خفضت لاحقا إلى 24 weeks.The تعديل 1990 لقانون الإجهاض 1967 يعني طبيب لا يمكن أن يكون مذنبا بارتكاب الجريمة.
التهمة الدمار الأطفال أمر نادر الحدوث. والمرأة التي كان لها الإجهاض غير الآمن في حين 7½ حاملا في شهرها حكم عليه بالسجن مع وقف التنفيذ لمدة 12 شهرا في عام 2007؛ كانت النيابة العامة على علم أي إدانة مماثلة.

## استخدامها أثناء الإجهاض القانوني
في استخدام الطبي، يتم استخدام كلمة «قتل الأجنة» ببساطة يعني التسبب في وفاة الجنين، وعادة مسبق لشكل من أشكال الإجهاض. الكلية الملكية لأطباء التوليد وأمراض النساء يوصي أن يؤديها قتل الأجنة «قبل الإجهاض الطبي بعد 21 أسبوعا و6 أيام من الحمل للتأكد من أنه لا يوجد خطر حدوث ولادة حية». في الإجهاض بعد 20 أسبوعا، حقنة الديجوكسين أو كلوريد البوتاسيوم لوقف قلب الجنين يمكن استخدامها لتحقيق قتل الأجنة. في الولايات المتحدة، وقد قضت المحكمة العليا بأن الحظر القانوني على الإجراءات تمدد واستخراج سليمة لا ينطبق إذا اكتمل قتل الأجنة قبل بدء الجراحة.
الأسلوب الأكثر شيوعا لتخفيض انتقائي إجراءات للحد من عدد من الأجنة في multifetus الحمل هو قتل الأجنة عن طريق حقن مادة كيميائية في الجنين أو الأجنة المختارة. وعادة ما يتم تنفيذ الإجراء تخفيض خلال الأشهر الثلاثة الأولى من الحمل. في كثير من الأحيان يلي الكشف عن عيب خلقي في الجنين أو الأجنة المحدد، ولكن يمكن أيضا أن يقلل من مخاطر على متنها أكثر من ثلاثة أجنة إلى المدى.